# باهرومب
باهرومب (بالإنجليزية: Pahrump)‏ باهرومب هي بلدة غير مدخلة في مقاطعة ناي في ولاية نيفادا الأمريكية.  بلغ عدد السكان 36,441 نسمة حسب تعداد عام 2010، مما يجعلها أكبر مستوطنة في المحافظة.

## التركيبة السكانية
حدّد مكتب تعداد الولايات المتحدة بيانات التركيبة السكانية لباهرومب في تعداد الولايات المتحدة. في ما يلي، التركيبة السكانية حسب تعدادي 2000 و2010.

### تعداد عام 2000
بلغ عدد سكان باهرومب 24,631 نسمة بحسب تعداد عام 2000، وبلغ عدد الأسر 10,153 أسرة وعدد العائلات 7,123 عائلة مقيمة في المنطقة السكنية. في حين سجلت الكثافة السكانية 31.9 نسمة لكل كيلومتر مربع (82.6/ميل2). وبلغ عدد الوحدات السكنية 11,651 وحدة بمتوسط كثافة قدره 15.1 لكل كيلومتر مربع (39.1/ميل2).
وتوزع التركيب العرقي للمنطقة السكنية بنسبة 91.02% من البيض و1.30% من الأمريكيين الأفارقة و1.29% من الأمريكيين الأصليين و0.85% من الأمريكيين ذوي الأصول الآسيوية و0.37% من سكان جزر المحيط الهادئ و2.27% من الأعراق الأخرى و2.89% من عرقين مختلطين أو أكثر و7.63% من الهسبانيون أو اللاتينيون من أي عرق.
بلغ عدد الأسر 10,153 أسرة كانت نسبة 27.4% منها لديها أطفال تحت سن الثامنة عشر تعيش معهم، وبلغت نسبة الأزواج القاطنين مع بعضهم البعض 58.2% من أصل المجموع الكلي للأسر، ونسبة 7.5% من الأسر كان لديها معيلات من الإناث دون وجود شريك،  بينما كانت نسبة 4.5% من الأسر لديها معيلون من الذكور دون وجود شريكة وكانت نسبة 29.8% من غير العائلات. تألفت نسبة 23.5% من أصل جميع الأسر من عدة أفراد يعيشون في نفس المنزل ونسبة 10.5% كانت تتألف من شخص يعيش بمفرده يبلغ من العمر 65 عاماً أو أكثر. وبلغ متوسط حجم الأسرة المعيشية 2.42، أما متوسط حجم العائلات فبلغ 2.83.
بلغ العمر الوسطي للسكان 45.1 عاماً. وكانت نسبة 22.3% من القاطنين تحت سن الثامنة عشر، وكانت نسبة 4.9% بين الثامنة عشر والرابعة والعشرين عاماً، ونسبة 22.6% كانت واقعةً في الفئة العمرية ما بين الخامسة والعشرين والرابعة والأربعين عاماً، ونسبة 28.9% كانت ما بين الخامسة والأربعين والرابعة والستين، ونسبة 21.1% كانت ضمن فئة الخامسة والستين عاماً فما فوق. يوجد لكل 100 أنثى 102.4 ذكر، ويوجد لكل 100 أنثى في الثامنة عشر من عمرها فما فوق 101.5 ذكر.
بلغ متوسط دخل الأسرة في المنطقة السكنية 34,860 دولارًا، أما متوسط دخل العائلة فبلغ 39,812 دولارًا. وكان متوسط دخل الذكور 35,862 دولارًا مقابل 21,586 دولارًا للإناث. وسجل دخل الفرد الخاص بالمنطقة السكنية 17,708 دولارًا. وكانت نسبة 7.3% من العائلات ونسبة 10.7% من السكان تحت خط الفقر، وكان من هؤلاء نسبة 15.4% تحت سن الثامنة عشر ونسبة 7% في الخامسة والستين من العمر وما فوق.

### تعداد عام 2010
بلغ عدد سكان باهرومب 36,441 نسمة بحسب تعداد عام 2010، وبلغ عدد الأسر 14,870 أسرة وعدد العائلات 10,054 عائلة مقيمة في المنطقة السكنية. في حين سجلت الكثافة السكانية 47.2 نسمة لكل كيلومتر مربع (122.2/ميل2). وبلغ عدد الوحدات السكنية 17,824 وحدة بمتوسط كثافة قدره 23.1 لكل كيلومتر مربع (59.8/ميل2).
وتوزع التركيب العرقي للمنطقة السكنية بنسبة 86.14% من البيض و2.15% من الأمريكيين الأفارقة و1.08% من الأمريكيين الأصليين و1.42% من الأمريكيين ذوي الأصول الآسيوية و0.55% من سكان جزر المحيط الهادئ و5.04% من الأعراق الأخرى و3.62% من عرقين مختلطين أو أكثر و12.86% من الهسبانيون أو اللاتينيون من أي عرق.
بلغ عدد الأسر 14,870 أسرة كانت نسبة 24.3% منها لديها أطفال تحت سن الثامنة عشر تعيش معهم، وبلغت نسبة الأزواج القاطنين مع بعضهم البعض 52.8% من أصل المجموع الكلي للأسر، ونسبة 9.5% من الأسر كان لديها معيلات من الإناث دون وجود شريك،  بينما كانت نسبة 5.4% من الأسر لديها معيلون من الذكور دون وجود شريكة وكانت نسبة 32.4% من غير العائلات. تألفت نسبة 25.3% من أصل جميع الأسر من عدة أفراد يعيشون في نفس المنزل ونسبة 13% كانت تتألف من شخص يعيش بمفرده يبلغ من العمر 65 عاماً أو أكثر. وبلغ متوسط حجم الأسرة المعيشية 2.44، أما متوسط حجم العائلات فبلغ 2.88.
بلغ العمر الوسطي للسكان 49.7 عاماً. وكانت نسبة 19.9% من القاطنين تحت سن الثامنة عشر، وكانت نسبة 6% بين الثامنة عشر والرابعة والعشرين عاماً، ونسبة 17.4% كانت واقعةً في الفئة العمرية ما بين الخامسة والعشرين والرابعة والأربعين عاماً، ونسبة 31.4% كانت ما بين الخامسة والأربعين والرابعة والستين، ونسبة 25.4% كانت ضمن فئة الخامسة والستين عاماً فما فوق. وتوزع التركيب الجنسي للسكان بنسبة 50% ذكور و50% إناث.

## المناخ
يظهر الجدول التالي التغييرات المناخية على مدار السنة لباهرومب:
| البيانات المناخية لـباهرومب       | البيانات المناخية لـباهرومب | البيانات المناخية لـباهرومب | البيانات المناخية لـباهرومب | البيانات المناخية لـباهرومب | البيانات المناخية لـباهرومب | البيانات المناخية لـباهرومب | البيانات المناخية لـباهرومب | البيانات المناخية لـباهرومب | البيانات المناخية لـباهرومب | البيانات المناخية لـباهرومب | البيانات المناخية لـباهرومب | البيانات المناخية لـباهرومب | البيانات المناخية لـباهرومب |
| الشهر                             | يناير                       | فبراير                      | مارس                        | أبريل                       | مايو                        | يونيو                       | يوليو                       | أغسطس                       | سبتمبر                      | أكتوبر                      | نوفمبر                      | ديسمبر                      | المعدل السنوي               |
| --------------------------------- | --------------------------- | --------------------------- | --------------------------- | --------------------------- | --------------------------- | --------------------------- | --------------------------- | --------------------------- | --------------------------- | --------------------------- | --------------------------- | --------------------------- | --------------------------- |
| الدرجة القصوى °ف (°م)             | 79 (26)                     | 86 (30)                     | 100 (38)                    | 104 (40)                    | 107 (42)                    | 115 (46)                    | 117 (47)                    | 115 (46)                    | 111 (44)                    | 103 (39)                    | 90 (32)                     | 77 (25)                     | 117 (47)                    |
| متوسط درجة الحرارة الكبرى °ف (°م) | 57.4 (14.1)                 | 62.5 (16.9)                 | 68.0 (20.0)                 | 75.5 (24.2)                 | 85.2 (29.6)                 | 95.2 (35.1)                 | 101.6 (38.7)                | 99.8 (37.7)                 | 92.6 (33.7)                 | 81.5 (27.5)                 | 67.3 (19.6)                 | 57.8 (14.3)                 | 78.7 (26.0)                 |
| متوسط درجة الحرارة الصغرى °ف (°م) | 27.0 (−2.8)                 | 32.1 (0.1)                  | 36.9 (2.7)                  | 43.2 (6.2)                  | 52.2 (11.2)                 | 60.0 (15.6)                 | 67.3 (19.6)                 | 65.7 (18.7)                 | 56.8 (13.8)                 | 44.8 (7.1)                  | 33.8 (1.0)                  | 26.6 (−3.0)                 | 45.5 (7.5)                  |
| أدنى درجة حرارة °ف (°م)           | 4 (−16)                     | 6 (−14)                     | 15 (−9)                     | 18 (−8)                     | 29 (−2)                     | 38 (3)                      | 46 (8)                      | 42 (6)                      | 34 (1)                      | 19 (−7)                     | 7 (−14)                     | −2 (−19)                    | −2 (−19)                    |
| الهطول إنش (مم)                   | 0.65 (17)                   | 0.82 (21)                   | 0.53 (13)                   | 0.31 (7.9)                  | 0.20 (5.1)                  | 0.09 (2.3)                  | 0.33 (8.4)                  | 0.32 (8.1)                  | 0.33 (8.4)                  | 0.24 (6.1)                  | 0.36 (9.1)                  | 0.54 (14)                   | 4.72 (120.4)                |
| متوسط تساقط الثلوج إنش (سم)       | 0.2 (0.51)                  | 0.1 (0.25)                  | 0.1 (0.25)                  | 0.00 (0.00)                 | 0.00 (0.00)                 | 0.00 (0.00)                 | 0.00 (0.00)                 | 0.00 (0.00)                 | 0.00 (0.00)                 | 0.00 (0.00)                 | 0.00 (0.00)                 | 0.2 (0.51)                  | 0.6 (1.52)                  |
| المصدر:                           |                             |                             |                             |                             |                             |                             |                             |                             |                             |                             |                             |                             |                             |